# Jean-André Thouin
Jean-André Thouin (* vor 1745; † 6. Januar 1764) war ein französischer Hofgärtner.
Thouin wurde 1745 auf Vorschlag von Georges-Louis Leclerc de Buffon unter König Ludwig XV. zum „Jardinier du Cabinet du Roi“, also gärtnerischen Leiter des „Jardin du Roi“ (Königlicher Garten) in Paris ernannt, dem 1635 von Guy de La Brosse angelegten ersten botanischen Garten der Stadt und Vorgänger des heutigen Jardin des Plantes. Diese Position hatte er fast zwei Jahrzehnte lang bis zu seinem Tod inne.
Thouin war verheiratet und bewohnte ein Haus im Jardin du Roi. Er hatte vier Söhne und zwei Töchter. Sein ältester Sohn André Thouin wurde auch auf Vorschlag des damaligen Verwaltungsdirektors des Jardin du Roi, Georges-Louis Leclerc de Buffon, Nachfolger des Vaters („Jardinier en Chef du Cabinet Royal d'Histoire Naturelle“) und ein bedeutender Botaniker, der jüngere Sohn Gabriel Thouin ein europaweit renommierter Gartengestalter. Beide Söhne gingen, wie es damals weithin üblich war, zu Beginn ihrer Laufbahn beim Vater im Jardin du Roi in die Lehre.